# Rozenberg (Flandern)
Der Rozenberg (wörtlich übersetzt: Rosenberg) ist ein Berg in der Umgebung von Ploegsteert und Wulvergem in der belgischen Provinz Hennegau auf der Grenze zur Provinz Westflandern. Der Berg hat eine Höhe von 63 Metern.

## Geographische Beschreibung
Der Rozenberg ist Teil des südlichen Hügelkamms im Heuvelland, der auch aus dem Ravelsberg, der Zwarte Molen, De Walletjes, Helling van Nieuwkerke und dem Kraaiberg besteht.